# Allophylastrum frutescens
Allophylastrum frutescens är en kinesträdsväxtart som beskrevs av Acev.-rodr.. Allophylastrum frutescens ingår i släktet Allophylastrum och familjen kinesträdsväxter. Inga underarter finns listade i Catalogue of Life.